# Ари Фрейр Скуласон
Ари Фрейр Скуласон (исл. Ari Freyr Skúlason; родился 14 мая 1987 года в Рейкьявике, Исландия) — исландский футболист, защитник шведского клуба «Норрчёпинг» и сборной Исландии.

## Клубная карьера
Ари начал свою карьеру в клубе «Валюр». В 16 лет отправился в Нидерланды, где провёл два сезона в клубе «Херенвеен». В конце 2005 года, он вернулся в «Валюр», там он сыграл половину сезона, прежде чем подписал контракт с шведским клубом «Хеккен». В 2008 году, после того как клуб не смог пробиться в высшую шведскую футбольную лигу, Ари подписал контракт с клубом высшей лиги «Сундсваллем» в конце года. В начале сезона 2012 года он стал капитаном клуба.
11 июля 2013 года стало известно, что Ари подписал контракт с клубом датской Суперлиги «Оденсе». 19 июля было объявлено, что клубы достигли соглашения по трансферу игрока. 27 июля, он сыграл свой последний матч за «Сундсвалль».

## Международная карьера
Играл за сборную на различных молодежных уровнях. В 2009 году дебютировал в основной сборной в игре против сборной Ирана.